# Rudis Corrales
Rudis Alberto Corrales Rivera (Sociedad, Morazán, 6 de noviembre de 1979) es un exfutbolista salvadoreño. Jugaba en la posición de delantero.

## Trayectoria
Inició su carrera profesional con el Municipal Limeño de Santa Rosa de Lima, desde 1997 hasta 2003. Durante su estadía con el equipo limeño, logró el título de goleador del Clausura 2001 con 13 anotaciones, y en total se agenció 77 goles en doce torneos. También llegó a las finales de los torneos Apertura 1999 y Apertura 2000, ambas perdidas ante el Club Deportivo Águila. Sin embargo, sería este equipo con el que Corrales firmaría para el Torneo Clausura 2004.
Junto al equipo aguilucho, alcanzó el título de campeón en el Torneo Clausura 2006 ante FAS (4:2). Para los torneos Apertura 2009 y Clausura 2010, obtuvo dos subcampeonatos ante  FAS (2:3), e Isidro Metapán (1:3), respectivamente. En este último juego anotó el único gol del equipo migueleño. Un logro importante en esta etapa de su carrera, fue la conquista de su gol número cien en la liga salvadoreña en septiembre de 2007.
Para el Torneo Clausura 2011, Corrales firmó con el equipo Alianza F. C. de la capital salvadoreña, y junto al equipo albo logró su segundo título de campeón, aunque no fue parte del juego final por una lesión. Para el año 2012 se trasladó a la segunda categoría del fútbol salvadoreño  y firmó con el equipo Club Deportivo Dragón de la ciudad de San Miguel.
Tras pasar una temporada en los Estados Unidos con el club Aguiluchos USA de la USL Premier Development League, retornó a El Salvador para el Torneo Apertura 2013 con el equipo Dragón, que  ascendió a la primera división salvadoreña en dicho certamen. 

### Selección nacional
Rudis Corrales ha sido parte de selecciones nacionales salvadoreñas sub-20, sub-23 y mayor. Ha participado en los XVIII Juegos Centroamericanos y del Caribe, realizados en Maracaibo, y la Copa UNCAF de 2001, 2003, 2005, y 2009. En la Copa de Oro de la Concacaf ha estado presente en las ediciones de 2002, 2003, 2009, y 2011.
En las eliminatorias de Concacaf para la Copa Mundial de Fútbol, estuvo presente en tres juegos de la primera y segunda fase para Alemania 2006. Asimismo, fue parte de las eliminatorias para Sudáfrica 2010: en la primera fase, anotó cinco goles en un solo juego contra el representativo de Anguila, con lo que empató un récord histórico de Miguel “Americano” Cruz. De hecho, en los diecisiete juegos que disputó, anotó ocho veces, lo que le valió convertirse en el máximo goleador de toda la eliminatoria.

## Clubes
| Club                            | País        | Año       | Partidos | Goles |
| ------------------------------- | ----------- | --------- | -------- | ----- |
| Club Deportivo Municipal Limeño | El Salvador | 1997-2003 |          | 77    |
| Club Deportivo Águila           | El Salvador | 2004-2010 |          | 50    |
| Alianza Fútbol Club             | El Salvador | 2011      | 6        | 0     |
| Club Deportivo Dragón           | El Salvador | 2012      | 26       | 11    |
| Club Deportivo Municipal Limeño | El Salvador | 2012-2013 | 22       | 9     |
| Club Deportivo Dragón           | El Salvador | 2013      | 9        | 0     |

## Palmarés

### Trofeos nacionales
| Título          | Club    | País        | Año  |
| --------------- | ------- | ----------- | ---- |
| Torneo Clausura | Águila  | El Salvador | 2006 |
| Torneo Clausura | Alianza | El Salvador | 2011 |

### Distinciones individuales
| Distinción                                                  | Año  |
| ----------------------------------------------------------- | ---- |
| Goleador del Torneo Clausura                                | 2001 |
| Goleador de la eliminatoria de Concacaf para Sudáfrica 2010 | 2009 |